# エウゲニシス (小惑星)
エウゲニシス (743 Eugenisis) は小惑星帯に位置する小惑星である。ハイデルベルクでフランツ・カイザーによって発見された。
発見者の娘が生まれたのを記念して、ギリシア語で「神の創造」を意味する言葉にちなんで命名された。